# Bhimeszwar
Bhimeszwar (nep. भीमेश्वर)  – miasto w północno-wschodnim Nepalu; w prowincji numer 3. Według danych szacunkowych na rok 2011 liczyło 23 337 mieszkańców .